# Forelius chalybaeus
Forelius chalybaeus är en myrart som beskrevs av Carlo Emery 1906. Forelius chalybaeus ingår i släktet Forelius och familjen myror.

## Underarter
Arten delas in i följande underarter:
- F. c. chalybaeus
- F. c. paucistrictus
- F. c. personatus